# Vangelis
Pour les articles homonymes, voir Papathanassíou.
Vangelis (en grec : Βαγγέλης / Vangélis), nom de scène d'Evángelos Odysséas Papathanassíou (en grec moderne : Ευάγγελος Οδυσσέας Παπαθανασίου), né le 29 mars 1943 à Agría en Grèce et mort le 17 mai 2022 à Paris 15e, est un musicien et compositeur grec.
Créateur de musique ambient, pionnier de la musique électronique dans les années 1970, avec Jean-Michel Jarre, Klaus Schulze, Kraftwerk et Tangerine Dream, il a également composé des musiques de films comme Les Chariots de feu (Oscar de la meilleure musique en 1982), Antarctica, Blade Runner ou 1492 : Christophe Colomb. Il a aussi créé l'hymne de la Coupe du monde de football de 2002, Anthem.

## Biographie

### Enfance et débuts (1943-1970)
Vangelis naît le 29 mars 1943 à Agría, village limitrophe de Vólos,. Il commence à jouer du piano à l'âge de quatre ans et donne la première représentation publique de ses propres compositions à l'âge de six ans,. Autodidacte, il n'a aucune connaissance du solfège,.
Au début des années 1960, il est un des fondateurs du groupe pop rock The Forminx, qui connaît un grand succès en Grèce. Simultanément aux soulèvements étudiants de mai 1968, il vient à Paris et monte le groupe de rock progressif Aphrodite's Child avec Demis Roussos et Lucas Sideras. Le groupe se sépare en 1972 et Vangelis termine seul leur dernier album 666.

### Débuts de carrière solo (1970-1981)
Vangelis commence sa carrière solo en composant la bande originale du film Sex Power en 1970 réalisé par Henry Chapier, puis celle de plusieurs films documentaires du réalisateur français Frédéric Rossif à partir de 1971. En 1972, il sort l'album-concept Fais que ton rêve soit plus long que la nuit, dont certains éléments ont été enregistrés lors des événements de mai 1968 en France.
Son premier album solo officiel, Earth, est publié en 1973 sous le nom de Vangelis O. Papathanassiou. Durant l'été 1974, le groupe de rock progressif Yes lui propose d'intégrer le groupe après le départ de leur claviériste Rick Wakeman. Vangelis refuse, estimant que cela pourrait nuire à sa créativité et à son style. Il se lie tout de même d'amitié avec le chanteur Jon Anderson, avec qui il travaillera ensuite à plusieurs occasions.
Après avoir déménagé à Londres, il monte son propre studio et publie une série de quatre albums studio sous le nom de Vangelis, nom d'artiste qu'il conservera par la suite : Heaven and Hell en 1975, Albedo 0.39 en 1976, Spiral en 1977 et Beaubourg en 1978. Un extrait de l'album Heaven and Hell sera notamment utilisé en 1980 comme thème de la série télévisée de PBS Cosmos, ainsi que dans le film de Moïse Maatouk, Le Dîner des bustes.
En 1980, il compose deux titres pour la bande originale du documentaire britannique Death of a Princess. La même année, il produit en duo avec Jon Anderson (sous le nom de Jon and Vangelis) Short Stories puis The Friends of Mr. Cairo en 1981.

### Confirmation du succès (depuis 1981)
En 1981, Vangelis travaille avec le réalisateur Hugh Hudson pour composer la bande originale des Chariots de feu. En 1982, la consécration lui vient avec l'Oscar de la meilleure musique de film. Il n'est pas présent pour recevoir le prix, c'est le présentateur William Hurt qui récupère le prix à sa place. Cette même année, il commence à travailler avec le réalisateur Ridley Scott. Il compose alors la musique de Blade Runner pour laquelle il est nommé au BAFTA Awards, ainsi qu'aux Golden Globes en 1983.
Pour la présentation du Macintosh en 1984, Steve Jobs choisit de faire jouer le morceau Chariots of Fire par l'appareil.
En 1991, il est membre du jury au Festival de Cannes. L'année suivante, il compose la musique de plusieurs documentaires sous-marins du commandant Jacques-Yves Cousteau.
En 1992, la France le fait chevalier de l'ordre des Arts et des Lettres. Cette même année, il retrouve Ridley Scott pour la musique du film 1492 : Christophe Colomb, récompensée une fois de plus par une nomination aux Golden Globes en 1993. Il compose la musique du film Lunes de fiel de son ami Roman Polanski.
Vangelis sort en 2001 Mythodea, thème des missions vers la planète Mars pour le compte de la NASA. Il compose ensuite l'hymne de la Coupe du monde de football de 2002.
Après plusieurs années d'absence, il revient en 2004 à la musique de film avec la bande originale du film d'Oliver Stone, Alexandre, et reçoit le World Soundtrack Award, dans la catégorie Public Choice Award, en 2005. En 2007, il compose la bande originale d'El Greco.
En 2012, il compose la bande originale du documentaire Trashed de Candida Brady. La même année, Les Chariots de feu apparaissent lors de la cérémonie d'ouverture des Jeux olympiques d'été de 2012.
En 2013, il crée pour le Kremlin Ballet la version symphonique, augmentée d'un nouvel acte, de son ballet Beauty and the Beast, chorégraphié par Wayne Eaglings et orchestré par Sylvain Morizet.
En 2014, il compose la bande originale du film Crépuscule des ombres dont le sujet est la guerre d'Algérie. En 2016 sort l'album Rosetta composé pour la mission de la sonde Rosetta lancée par l'Agence spatiale européenne en 2004 et dont la mission s'est achevée le 30 septembre 2016. Son dernier album, Juno to Jupiter, également issu d'une collaboration avec la NASA à l'occasion de la mission de la sonde spatiale Juno, sort en 2021.
En mai 2023 sort au cinéma un film documentaire de 105 minutes réalisé par Oliver Stone, Nuclear Now, dont la bande originale a été réalisée par Vangelis ; il s’agit là de sa dernière création,,,.

### Techniques de composition
Vangelis a un grand nombre de synthétiseurs polyphoniques lui permettant d'obtenir les sonorités désirées. On retrouve dans ses œuvres une variété impressionnante d'instruments tels que des orgues, des séquenceurs ou encore des échantillonneurs, le tout contrôlable à distance en temps voulu.
Certaines œuvres peuvent par exemple être modifiées via des effets obtenus grâce au Binson Echorec. On retrouve notamment cette méthode dans la chanson It's Five O'Clock, titre du le groupe Aphrodite's Child. Le côté psychédélique a été réalisé par l'emploi du Fender Rhodes.
C'est par la suite qu'il emploiera d'autres instruments, surtout le clavioline Selmer. Il dira à ce sujet que : « C'est un très vieil instrument... il a facilement vingt ans. On n'en fabrique plus parce que personne n'en achète, mais c'est magnifique. Selon la façon dont vous l'utilisez, ça peut vous donner beaucoup, beaucoup de choses. »
Il va acquérir de nombreux instruments dès les années 1970 afin d'élargir ses possibilités de composition. On y retrouve entre autres le SH-3A, le MiniKorg 700S ou encore le Yamaha CS-80, qu'il utilisera pour la première fois en 1977 sur l'œuvre Spiral couplé à des séquenceurs.

### Vie privée
Vangelis a un frère, Niko Papathanassiou, également musicien, mort d'un accident vasculaire cérébral le 1er août 2014 à Vólos, à qui il dédie, en 2021, son ultime album, Juno to Jupiter.

### Mort
Vangelis meurt le 17 mai 2022 à l'âge de 79 ans, selon l'agence de presse Athens News Agency relayée par Reuters et l'AFP. Cette information est confirmée par le Premier ministre grec, Kyriákos Mitsotákis,. La cause de sa mort n'est pas précisée dans le communiqué de ses avocats. Selon son assistant Lefteris Zermas, Vangelis serait mort des suites d’une insuffisance cardiaque, liée, selon plusieurs médias grecs, à la Covid-19,,,,.
La cérémonie civile de ses obsèques et son incinération ont lieu dans la stricte intimité au crématorium du cimetière du Père-Lachaise, le 3 juin, en la présence de sa compagne Lora Metaxa, de Roman Polanski (avec lequel il a collaboré pour le film Lunes de fiel), de l'astrophysicien de la NASA Scott J. Bolton, de l'ambassadeur de Grèce à Paris et de nombreux amis grecs,. Ses cendres sont ensuite remises à la famille.
Jean-Michel Jarre écrit sur Twitter : « Cher Vangelis, nous nous souviendrons tous à jamais de ta touche unique et de tes mélodies émouvantes. Toi et moi avons toujours partagé la même passion pour les synthétiseurs et la musique électronique depuis si longtemps… Puisses-tu reposer en paix. » Le site elsew.com répertorie les dizaines d’hommages rendus par des personnalités de tous horizons (Jon Anderson, Luz Casal, Jack Lang...).

## Discographie

### The Forminx

#### Singles
- 1965 :
  - Ah! Say Yeah / Elephant Twist (avec Nick Mastorakis) (Decca–45-PL 8042)
  - Jeronimo Yanka / Dream In My Heart (Decca–45-PL 8049)
  - Jenka Beat / A Hard Night's Day (Decca–45-PL 8055)
  - Somebody Sent Me Love / Say You Love Me! (Decca–45-PL 8068)
  - School Is Over / Greek Holidays (Decca–45-PL 8071)
  - Il Peperone / A Precious White Rose (La Rosa Blanca) (Decca-45-PL 8099)
  - Our Last September / And Maybe More (Decca-45-PL 8103)
  - Mandjourana's Shake / Hello, My Love Salonica (Pan-Vox–PAN 6053)
- 1966 : 
  - Love Without Love / Until The End (Pan-Vox–PAN 6055)

#### EP
- 1978 : It's Christmas Time Again / White Christmas / Jingle Bells / The Sound Of Music (Seagull–3E-LOC-82)

#### Album
- 2010 : Τα Ελληνικά Συγκροτήματα Των 60s (20 Μεγάλες Επιτυχίες Των 60s) (Not On label–1702170)

### Productions

#### Zoe Kouroukli (single)
- 1967 : Ciao, amore, ciao / Non Pensare a me (produit par Vangelis) (Pan-Vox-PAN 6077)

#### George Romanos (single)
- 1967 : Το Ρολόϊ / Μαρίνα (produit par Vangelis) (Zodiac-ZS 8108)

### Aphrodite's Child

#### Albums studio
- 1968 : End of the world
- 1969 : It's Five O'Clock
- 1972 : 666 (avec Irène Papas sur ∞)

#### Singles
- 1966 : Oldies but Goodies / One Day in Zappion (avec Zoe Kouroukli) (Pan-Vox – PAN 6057)
- 1968 :
  - Plastics Nevermore / The Other People (Philips – 40536)
  - Rain and Tears / Don't Try to Catch a River (Mercury – 132 501 MCF)
  - End of the World / You Always Stand in my Way (Mercury – 132 502 MCF)
  - Valley of Sadness / Mister Thomas (Mercury – 132 503 MCF)
- 1969 :
  - I Want to Live / Magic Mirror (Mercury – 132 505 MCF)
  - Let me Love, Let me Live / Marie Jolie (Mercury – 132 506 MCF)
  - It's Five O'Clock / Funky Mary (Mercury – 132 508 MCF)
  - Quando l'amore diventa poesia / Lontano dagli occhi (Mercury – 133 250 MCF)
- 1970 : Spring, Summer, Winter and Fall / Air (Mercury – 6033 003)
- 1970 : Such a Funny Night / Annabella (Mercury – 6033 007)
- 1972 : Break / Babylon (Vertigo – 6032 900)

#### EP
- 1969 : End of the World / The Shepherd and the Moon / You Always Stand in my Way / Mister Thomas (Mercury – 26 008 MCE)
- 1969 : It's Five O' Clock / Good Time So Fine / Take Your Time / Annabella (Mercury – 26 017 MCE)
- 1970 : Spring, Summer, Winter and Fall / It´s Five O´Clock / End of the World (Mercury – 6234 004)
- 1973 : Break / The Beast / Ofis / The System / Babylon / Hic et Nunc (Vertigo - 6234 100)

#### Compilations
- 1970 : Aphrodite's Child
- 1971 : Best of Aphrodite's Child
- 1973 : Disco de Oro
- 1974 : Aphrodite's Child Featuring Demis Roussos, Vangelis Papathanassiou, Lucas Sideras - Greatest Hits
- 1974 : Autógrafos de Sucesso
- 1975 : Rain and Tears
- 1975 : Reflection
- 1976 : Aphrodite's Child
- 1977 : Rain And Tears - The Best Of Aphrodite's Child
- 1982 : La Grande Storia del Rock : Aphrodite's Child Featuring Demis Roussos - All Time Greatest Hits
- 1982 : Super Star : Aphrodite's Child
- 1992 : The Very Best of Demis Roussos and Aphrodite's Child
- 1993 : The Art of Demis Roussos and the Aphrodite's Child
- 1994 : The Best of Aphrodite's Child
- 1995 : The Singles
- 1996 : The Complete Collection
- 2002 : Babylon the Great - An Introduction to Aphrodite's Child
- 2003 : The Singles+
- 2009 : Rain and Tears : The Essential Hits Singles and More
- 2010 : Rain and Tears : The History of Aphrodite's Child Featuring Demis Roussos
- 2011 : Aphrodite's Child Featuring Demis Roussos : All Time Greatest Hits
- 2012 : Demis Roussos & Aphrodite's Child – Golden Voice, Golden Hits

### Alpha Beta (Vangelis & Silver)

#### Single
- 1971 : Astral Abuse / Who Killed ? (BYG Records – 129 032)

### Umanity (Vangelis & Silver)

#### Single
- 1973 : Bird Of Love / The Pawn (Polydor-2056 246)

### Odyssey

#### Single
- 1974 : Who / Sad Face (WWA Records WWS 009)

### Mama 'O

#### Single
- 1978 : Red Square / When The Cats Away (Logo L-37010)

### Vangelis (Papathanassiou) - solo

#### Années 1960
- 1963 : O Adelfos mou o trohonomos
- 1967 : 5000 psemata

#### Années 1970
- 1972 : Fais que ton rêve soit plus long que la nuit (avec un insert sur papier violet)
- 1973 : Earth
- 1973 : Si Mélina... m’était contée, composition sur Je te dirai les mots, Où que me porte mon voyage, la Grèce me blesse, Athènes, ma ville (Athina)
- 1973 : L'Apocalypse des animaux (BO)
- 1975 : Heaven and Hell[40]
- 1975 : Ignacio / Entends-tu les chiens aboyer ?[41] (BO)
- 1976 : La Fête sauvage (BO)
- 1976 : Albedo 0.39
- 1977 : Spiral[42]
- 1978 : Beaubourg
- 1979 : China
- 1979 : Opéra sauvage[43] (BO)
- 1979 : Odes, avec Irène Papas

#### Années 1980
- 1980 : See You Later (Promo LP avec deux inédits Procreation et Neighbours)
- 1980 : See You Later[44]
- 1980 : My Love / Domestic Logic 1 (single inédit des sessions de See you later)
- 1980 : Doesn't Matter / Don't be foolish (Peter Marsh & Vangelis single - Session See you later)
- 1981 : Les Chariots de feu (Chariots of Fire) (BO)
- 1983 : Antarctica (BO)
- 1984 : Soil Festivities
- 1985 : Mask
- 1985 : Invisible Connection
- 1986 : Silent Portraits, coffret mini LP avec carnet de photographies de Gian Paolo Barbieri
- 1986 : Rapsodies, avec Irène Papas
- 1988 : Direct
- 1989 : Themes[45]

#### Années 1990
- 1990 : The City
- 1992 : 1492 : Christophe Colomb (1492: Conquest of Paradise) (BO)
- 1994 : Blade Runner (BO)[46]
- 1995 : Foros Timis Ston Greko (a tribute to El Greco)[47]
- 1995 : Voices[48]
- 1996 : Oceanic
- 1998 : El Greco[47]

#### Années 2000
- 2001 : Mythodea
- 2002 : Anthem - FIFA World Cup 2002 (CD single du thème officiel de la Coupe du monde de football 2002)
- 2003 : Ithaka (CD single avec texte récité par Sean Connery sur une musique de Vangelis, faisant partie d'un coffret comprenant un livre d'art, projet signé Micheline Roquebrune Connery)
- 2004 : Alexandre (Alexander) (BO)
- 2008 : Paris May 1968 (CD givaway du journal grec Ta Nea)

#### Années 2010
- 2013 : Juno - Composition originale accompagnant le passage de la sonde Juno en route pour Jupiter[49]
- 2014 : Rosetta - Trois compositions célébrant la mission Rosetta, à l'occasion de l'atterrissage de Philae sur la comète 67P/Tchourioumov-Guérassimenko[50]
- 2016 : Rosetta - Album studio
- 2019 : Nocturne - The Piano Album

#### Années 2020
- 2021 : Juno to Jupiter

#### Compilations
- 1989 : Themes
- 1994 : The Collection
- 1996 : Portraits
- 1999 : Reprise 1990 1999
- 2002 : The Best of Vangelis
- 2003 : Odyssey (The Definitive Collection)
- 2012 : The Collection
- 2017 : Delectus (Coffret treize CD remastérisés : Earth, L'Apocalypse des animaux, China, See You Later, Antarctica, Mask, Opéra sauvage, Chariots of Fire, Soil Festivities, Invisible Connections, Short Stories, Private Collections et The Friends of Mr. Cairo)

#### Bootlegs
Comme tant d'autres artistes, Vangelis n'a pas échappé au phénomène du piratage ; cela s’est traduit par la diffusion de bootlegs de toutes sortes. On peut citer, par exemple, ceux de Blade Runner. Parmi ces productions illicites, deux se distinguent néanmoins : Hypothesis et The Dragon. Celles-ci ont vu le jour en 1978, à la suite de la récupération d'enregistrements de sessions d'improvisations en studio d'un groupe formé autour de Vangelis et datant de 1971. Les bandes étaient archivées et n'étaient en aucun cas destinées à la publication. Les deux disques pirates qui en sont issus sont directement liés et ont été conçus en rassemblant des éléments « empruntés » ici et là (dessins et photos pour les pochettes), le tout sans la moindre autorisation des auteurs ou ayants droit respectifs. Ils ont surtout la particularité, contrairement aux bootlegs ordinaires, d'avoir été mis sur le marché par une maison de disque ayant pignon sur rue (Charly Records), ce qui explique leur plus large diffusion et le fait que, sur certains sites Internet, ils peuvent parfois aussi être listés parmi les véritables albums de Vangelis,. Un procès contre le label fautif a été intenté et gagné par Vangelis (et les autres musiciens ayant participé aux séances) afin que ces disques illégaux soient retirés du marché. Très discret sur cette affaire, Vangelis en a parlé brièvement lors d'une interview en 1981 : « Hypothesis et The Dragon sont des faux (fakes). Il y a eu un procès à cause d'eux. C'est de la musique qui n'aurait pas dû se retrouver sur le marché. En outre, ce n'est pas de la très bonne musique et j'espère qu'il n'y en aura pas d'autres comme ça en circulation. »

### Jon and Vangelis

#### Albums studio
- 1980 : Short Stories
- 1981 : The Friends of Mr. Cairo
- 1983 : Private Collection
- 1991 : Page of Life
- 1998 : Page of Life (version différente, produite sans le consentement de Vangelis)

#### Compilations
- 1984 : The Best of Jon and Vangelis
- 1994 : Chronicles

## Filmographie

### Cinéma

#### Longs métrages
- 1963 : O adelfos mou... o trohonomos de Filippos Fylaktos
- 1966 : Cinq mille mensonges (5.000 psemmata) de Giorgos Konstadinou
- 1967 : Vortex ou le Visage de la Méduse (To prosopo tis Medousas) de Nikos Koundouros
- 1970 : Sex Power d'Henry Chapier
- 1971 : Frenitis de Giannis Hristodoulou
- 1972 : Salut, Jerusalem d'Henry Chapier
- 1974 : Amore d'Henry Chapier
- 1975 : Entends-tu les chiens aboyer ? de François Reichenbach
- 1976 : Le Désir et la Corruption (Ace Up My Sleeve) d'Andre Ferren
- 1978 : De mantel der Liefde d'Adriaan Ditvoorst
- 1980 : Mater amatísima de José Antonio Salgot
- 1980 : Prkosna delta de Vesna Ljubic
- 1981 : Les Chariots de feu (Chariots of Fire) de Hugh Hudson (Oscar de la meilleure musique de film)
- 1982 : Missing de Costa-Gavras
- 1982 : Blade Runner de Ridley Scott
- 1983 : Antarctica de Koreyoshi Kurahara
- 1984 : Le Bounty (The Bounty) de Roger Donaldson
- 1988 : Nosferatu à Venise (Nosferatu a Venezia) de Maurizio Lucidi, Pasquale Squitieri, Mario Caiano, Luigi Cozzi et Augusto Caminito
- 1989 : Francesco de Liliana Cavani
- 1992 : La Peste (The Plague) de Luis Puenzo
- 1992 : Lunes de fiel (Bitter Moon) de Roman Polanski
- 1992 : 1492 : Christophe Colomb (1492: Conquest of Paradise) de Ridley Scott
- 1996 : Cavafy de Yánnis Smaragdís
- 2004 : Alexandre (Alexander) d'Oliver Stone
- 2007 : El Greco, les ténèbres contre la lumière (El Greco) de Yánnis Smaragdís
- 2014 : Crépuscule des ombres de Mohammed Lakhdar-Hamina
- 2022 : Nuclear Now film documentaire d’Oliver Stone

#### Courts métrages
- 1973 : Verve de Frédéric Rossif
- 1976 : Plus vite que le Soleil de Robert Enrico. Film sur Concorde, produit par Air France.
- 2008 : Aeternus d'Ismail Kemal Ciftcioglu (non crédité)
- 2011 : Shawn's Final Countdown de Shawn Watson
- 2011 : Susret de Dusan Babic
- 2013 : The End for Shawn de Shawn Watson

### Télévision

#### Documentaires
- 1972 : L'Apocalypse des animaux de Frédéric Rossif
- 1974 : Le Cantique des créatures: Georges Mathieu ou La fureur d'être
- 1975 : Le Cantique des créatures : Georges Braque ou Le temps différent
- 1976 : La Fête sauvage de Frédéric Rossif
- 1977 : L'Opéra sauvage de Frédéric Rossif
- 1981 : Pablo Picasso, peintre de Frédéric Rossif
- 1984 : Sauvage et Beau de Frédéric Rossif
- 1989 : De Nuremberg à Nuremberg de Frédéric Rossif
- 1990 : Mouseio Goulandri Fysikis Istorias
- 1992 : Cousteau's Rediscovery of the World II
- 2001 : Vangelis: Mythodea - Music for the NASA Mission, 2001 Mars Odyssey
- 2005 : Fight Against Time: Oliver Stone's Alexander
- 2005 : The Death of 'Alexander'
- 2005 : Resurrecting 'Alexander'
- 2005 : Perfect Is the Enemy of Good
- 2007 : Modern Greeks: C.P. Cavafy (musique d'accompagnement pour 'Ithaka')
- 2007 : The Electric Dreamer: Remembering Philip K. Dick
- 2008 : Swiadectwo
- 2010 : The Seven Sages of Antiquity
- 2011 : Rupture (Rupture: A Matter of Life OR Death) de Hugh Hudson
- 2012 : Trashed
- 2012 : Vangelis and the Journey to Ithaka

#### Vidéos
- 1998 : Microneurosurgery with video tapes  (Livre et 3 VHS) du Docteur Stergios Tegos

#### Journaux télévisés
- 1982 : ΕΡΤ ειδήσεις (le journal d'ERT)

#### Téléfilms
- 1980 : Death of a Princess d'Antony Thomas
- 1991 : Viaggio in Italia de Gabriella Rosaleva

## Distinctions

### Récompenses
- 1982 : Oscar de la meilleure musique de film pour Les Chariots de feu[56]
- 1996 : Meilleur générique de série TV/film aux RTL Golden Lion Awards pour Conquest of Paradise
- 1997 : Prix George-Delerue lors du festival du film de Gand pour Kavafis
- 2004 : Musique la plus intrusive aux Stinkers Bad Movie Awards pour Alexandre
- 2005 : Prix du public aux World Soundtrack Awards pour Alexandre
- 2007 : Prix de la meilleure musique au festival international du film de Thessalonique pour El Greco, les ténèbres contre la lumière

### Nominations
- 1981 : Meilleure musique de film (Los Angeles Film Critics Association Awards) pour Les Chariots de feu
- 1982 : Meilleure musique de film (BAFTA Awards) pour Les Chariots de feu
- 1983 : Meilleure musique de film (BAFTA Awards) pour Blade Runner et Missing
- 1983 : Meilleure musique de film (Golden Globes) pour Blade Runner
- 1984 : Meilleure musique de film (Awards of the Japanese Academy) pour Antarctica

### Décorations
- Chevalier de la Légion d'honneur (2001)
- Commandeur de l'ordre des Arts et des Lettres (2017)
- Commandeur de l'ordre du Phénix (2020)

## Hommage
En 2003, l’astéroïde (6354) Vangelis est nommé en son honneur.